# Scotland Rally 2009
Lo Scotland Rally 2009  è stata la prima edizione della competizione scozzese di Rally riservata al mondiale IRC, tenutasi nella foresta nella Scozia centrale su fondo sterrato.
Svolta dal 19 al 21 novembre 2009 e valeva come ultimo round della stagione dell'Intercontinental Rally Challenge 2009.

## Risultati 2009
La gara ha visto la vittoria di Guy Wilks su una Skoda Fabia S2000 per la squalifica di Kris Meeke per irregolarità alla sua Peugeot 207 S2000.
Seconda si è classificata la Proton S2000 dell'inglese Alister McRae e a completare il podio la Mitsubishi Lancer EVO IX di Jonathan Greer.

## Risultati anno 2009

### Classifica finale
| Pos. | Pilota              | Co-pilota      | Auto                           | Tempo     | Distacco | Punti |
| WRC  | WRC                 | WRC            | WRC                            | WRC       | WRC      | WRC   |
| ---- | ------------------- | -------------- | ------------------------------ | --------- | -------- | ----- |
| 1.   | Guy Wilks           | Phillip Pugh   | Škoda Fabia S2000              | 2:17:07.5 | 0.0      | 10    |
| 2.   | Alister McRae       | Billy Hayes    | Proton Satria Neo              | 2:19:54.8 | 2:47.3   | 8     |
| 3.   | Jonathan Greer      | Dai Roberts    | Mitsubishi Lancer Evolution IX | 2:22:29.3 | 5:21.8   | 6     |
| 4.   | Jock Armstrong      | Kirsty Riddick | Subaru Impreza                 | 2:23:48.4 | 6:40.9   | 5     |
| 5.   | Kaspar Koitla       | Andres Ots     | Honda Civic Type R             | 2:30:58.6 | 13:51.1  | 4     |
| 6.   | Eamonn Boland       | Mick Morrissey | Mitsubishi Lancer Evolution IX | 2:31:56.3 | 14:48.8  | 3     |
| 7.   | Sebastien Rousseaux | Serge Legars   | Subaru Impreza                 | 2:34:06.8 | 16:59.3  | 2     |
| 8.   | Tom Cave            | Craig Parry    | Ford Fiesta                    | 2:34:15.2 | 17:07.7  | 1     |

### Prove speciali
| Giorno     | Prova | Orario | Nome PS        | Chilometraggio | Vincitore      | Tempo   | Velocità media | Leader     |
| ---------- | ----- | ------ | -------------- | -------------- | -------------- | ------- | -------------- | ---------- |
| 1 (19 Nov) | SS1   | 20:11  | Scone Palace 1 | 1.53 km        | Kris Meeke     | 1:09.6  | 79.14 km/h     | Kris Meeke |
| 1 (19 Nov) | SS2   | 20:26  | Scone Palace 2 | 1.53 km        | Kris Meeke     | 1:08.8  | 80.06 km/h     | Kris Meeke |
| 2 (20 Nov) | SS3   | 08:50  | Craigvinean 1  | 17.34 km       | Kris Meeke     | 11:09.4 | 93.25 km/h     | Kris Meeke |
| 2 (20 Nov) | SS4   | 10:03  | Blackcraig     | 11.50 km       | Guy Wilks      | 6:47.4  | 101.62 km/h    | Kris Meeke |
| 2 (20 Nov) | SS5   | 12:12  | Errochy        | 21.56 km       | Kris Meeke     | 13:09.4 | 98.32 km/h     | Kris Meeke |
| 2 (20 Nov) | SS6   | 13:23  | Drummond Hill  | 18.66 km       | Guy Wilks      | 11:41.2 | 95.80 km/h     | Kris Meeke |
| 2 (20 Nov) | SS7   | 16:05  | Craigvinean 2  | 17.34 km       | Kris Meeke     | 11:21.0 | 91.67 km/h     | Kris Meeke |
| 3 (21 Nov) | SS8   | 08:00  | Achray 1       | 16.41 km       | Guy Wilks      | 10:59.2 | 89.62 km/h     | Kris Meeke |
| 3 (21 Nov) | SS9   | 08:34  | Fairy Knowe 1  | 7.59 km        | Kris Meeke     | 5:14.4  | 86.91 km/h     | Kris Meeke |
| 3 (21 Nov) | SS10  | 09:10  | Loch Ard 1     | 33.52 km       | Kris Meeke     | 22:02.9 | 91.22 km/h     | Kris Meeke |
| 3 (21 Nov) | SS11  | 12:56  | Achray 2       | 16.41 km       | Guy Wilks      | 11:13.2 | 87.75 km/h     | Kris Meeke |
| 3 (21 Nov) | SS12  | 13:30  | Fairy Knowe 2  | 7.59 km        | Guy Wilks      | 5:18.6  | 85.76 km/h     | Kris Meeke |
| 3 (21 Nov) | SS13  | 14:06  | Loch Ard 2     | 33.52 km       | Jock Armstrong | 23:53.2 | 84.20 km/h     | Kris Meeke |